# Mazowiecki Teatr Muzyczny im. Jana Kiepury
Mazowiecki Teatr Muzyczny im. Jana Kiepury – teatr muzyczny mieszczący się w Warszawie przy ul. Jagiellońskiej 26, powołany przez samorząd województwa mazowieckiego w 2005 r.

## Historia
W 2005 r. powstał Mazowiecki Teatr Muzyczny Operetka, którego celem była produkcja i wystawianie spektakli muzycznych, w szczególności operetkowych. Inicjatorem powołania teatru i jego pierwszym dyrektorem był Włodzimierz Izban. W 2008 roku zmieniono nazwę na Mazowiecki Teatr Muzyczny im. Jana Kiepury. W 2010 teatr zyskał siedzibę i scenę kameralną przy ul. Żeromskiego 29 (Bielańska Sala Kameralna). W 2015 roku obowiązki dyrekcji teatru przejęła Alicja Węgorzewska-Whiskerd, a od 2016 roku dyrektorką teatru jest Iwona Wujastyk. Od 2019 roku teatr ma swoją siedzibę w Warszawie przy ul. Jagiellońskiej 26 (budynek dawnego kina Praha).

## Działalność
Pierwsza premiera odbyła się 17 września 2005 r. i była to operetka „Zemsta nietoperza” pod kierownictwem muzycznym Jerzego Maksymiuka, w reżyserii Andrzeja Strzeleckiego. Kolejne premiery to: „Wesoła Wdówka” reż. Andrzej Strzelecki, „Księżniczka Czardasza”, „Hrabina Marica” i „Édith i Marlene” reż. Márta Mészáros.
Ważnym elementem działalności Mazowieckiego Teatru Muzycznego są również koncerty. Najważniejsze z nich to: „Polscy tenorzy pamięci Jana Kiepury”, „Koncert – Operetka Warszawiakom na Wielkanoc”, „Muzyka polskiego baroku” we współpracy z Chórem „Poznańskie Słowiki” pod batutą prof. Stefana Stuligrosza, „Requiem Żołnierskie” Marka Sewena, „Koncert Urodzinowy Ireny Santor”, „Beatus vir” (koncert dedykowany Papieżowi Janowi Pawłowi II pod dyrekcją Jerzego Maksymiuka) i wiele innych.
W dorobku fonograficznym teatru jest 6 albumów, z czego dwa, „Polscy tenorzy pamięci Jana Kiepury” i „Muzyka polskiego baroku”, były nominowane do nagrody „Fryderyka”.
Ponadto teatr wykreował i jest organizatorem dwóch bardzo ważnych wydarzeń muzycznych. Są to: Koncert Noworoczny Mazowieckiego Teatru Muzycznego oraz gala rozdania Teatralnych Nagród Muzycznych im. Jana Kiepury. Najważniejszym celem gali jest integracja środowiska teatrów muzycznych w Polsce: twórców, artystów, dyrektorów, managerów, dziennikarzy i krytyków muzycznych z całego kraju. Jest to jedyna tego rodzaju nagroda tego środowiska muzycznego.
Od 2005 r. w teatrze koncerty noworoczne odbywają się zawsze 1 stycznia, a od 2007 r. zawsze w sali koncertowej Filharmonii Narodowej. Podczas koncertów noworocznych można było zobaczyć i usłyszeć między innymi tak znakomitych wykonawców jak: Jerzy Maksymiuk, Tadeusz Strugała, Joanna Moskowicz, Alicja Węgorzewska (m.in. wyst. w La Fenice, wyk. partii mezzosopranowych do filmuWiedźmin, autorem muzyki Grzegorz Ciechowski), Paweł Skałuba, Wiesław Ochman, Leszek Skrla, Iwona Hossa, Robert i Wojciech Gierlachowie, zespół wokalny Affabre Concinui, Salvatore Licitra z Metropolitan Opera, Vittorio Vitelli z mediolańskiej La Scali, Angelo Antonio Poli z Opery drezdeńskiej, Luz del Alba z Urugwaju, Katja Reichert i Jenk Bieck z Volks Opera w Wiedniu, soliści Teatru Maryjskiego w Sankt Petersburgu, chór PZLPiT „Mazowsze”, dyrygenci Jacek Boniecki, Sławomir Chrzanowski, Warcisław Kunc, wirtuozi skrzypiec Wadim Brodski, Bogdan Kierejsza, wirtuozi fortepianu Jekaterina i Stanisław Drzewieccy, wokalistka musicalowa Anna Sroka–Hryń, soliści baletu Wiener Staatsballett w Wiedniu: Olga Esina i Vladimir Shishov.
Obok stałego repertuaru, który obejmuje duże produkcje muzyczne jak II Bitwa Tenorów na róże – jako inauguracja sezonu 2015 r. (sala S1 Polskiego Radia), oraz FAME – ekspresyjny musical specjalnie dla młodzieży, którego warszawska premiera miała miejsce w dniu 8.10.2015 r. teatr organizuje wiele spektakli, koncertów kameralnych, monodramów i recitali. Od lat ogromnym zainteresowaniem dzieci i rodziców cieszy się cykl muzycznych spotkań edukacyjnych dla najmłodszych.

## Spektakle od 2019 r.[5]
- Księżniczka czardasza (premiera 12 kwietnia 2019)
- Wesoła wdówka (premiera 13 września 2019)
- Awantura w mollDurze (premiera 26 stycznia 2020)
- Jak się kochamy w domu (premiera 14 lutego 2020 r.)
- Koń by też pisał wiersze, gdyby mu dać sto złotych (premiera 5 marca 2020)
- Thrill me. Historia Leopolda i Loeba (premiera 16 października 2020)
- Błękitny zamek (premiera 4 czerwca 2021)
- Żółta Dama – legenda muzyczna (prapremiera 26 listopada 2021)
- Dla Ciebie śpiewałem… (premiera 15 maja 2022)
- Mała syrenka (premiera 17 marca 2023)
- Kraina uśmiechu (premiera 19 maja 2023)